# Lethlobar I mac Echach
Lethlobar I mac Echach (zm. 709 r.) – król ludu Cruithni i Dál nAraidi na terenie irlandzkiego Ulaidu (Ulster) od 708 r. do swej śmierci, syn Eochaida III Iarlaithe (zm. 666 r.), króla Dál nAraidi. 
Letlobar należał do głównej panującej dynastii Dál nAraidi znanej jako Uí Chóelbad z siedzibą w Mag Line, na wschód od miasta Antrim w ob. hrabstwie Antrim. Według Księgi z Leinsteru objął tron po gwałtownej śmierci swego dalekiego kuzyna, Cú Chuarána mac Dúngaile, który był także królem Ulsteru. Zaś jego następcą został Fiachra II Cossalach, zapewne brat Cú Chuarána.
Roczniki irlandzkie rejestrują jego śmierć w bitwie pod Dul w Mag Eilne (między rzekami Bush a Bann w ob. hrabstwie Antrim). Zginął razem z Cú Allaidem and Cú Dínaiscem. Zwycięzcy nie zostali wymienieni. Prawdopodobnie był to ród Dál Fiatach, który właśnie zdobył tron Ulaidu.
Lethlobar miał nieznaną z imienia siostrę, żonę Rónána Cracha (zm. ok. 624), króla Leinsteru. Jego bratem był Eochaid IV mac Echach, król Dál nAraidi z ok. 715 r. Lethlobar miał córkę Barrdub, która poślubiła  Bécca I Bairrche’a mac Blathmaic (zm. 718 r.) z Dál Fiatach, króla Ulaidu w latach 692-707. Miał także syna Indrechtacha mac Lethlobair (zm. 741 r.), przyszłego króla Dál nAraidi.